# Delegat (CLI)
Delegaty w języku C# wywodzą się ze wskaźników do funkcji używanych w językach C/C++. Jednak niedoskonałością wskaźników jest to, iż nie gwarantują bezpiecznego zwracania typów danych jak i liczby podawanych parametrów (oraz ich typów). .NET Framework stworzył dla programistów bardzo podobny mechanizm, który zyskał dodatkową funkcjonalność. W efekcie delegaty dbają o bezpieczeństwo typów zwracanych obiektów i metod, na które wskazują. Te nowe typy danych zawierają trzy ważne informacje:
- adres metody, na którą wskazują
- parametry tej metody
- oraz zwracany typ danej metody

## Deklaracja
Deklaracje delegatów tworzymy podobnie jak zwykłe funkcje, poprzedzając je jedynie słowem kluczowym delegate
```
// Delegat potrafiący wskazać na jakąkolwiek metodę posiadającą 2 parametry typu całkowitego i zwracającą typ int

delegate
 
int
 
DelegatBin
(
int
 
x
,
 
int
 
y
);

```

Delegaty mogą wskazywać tylko na funkcje o identycznych typach parametrów i typie zwracanym. Jeżeli chcemy wskazywać na metody np. typu char musimy stworzyć nowego delegata. Delegaty w języku C# są typami danych, które mogą zostać od razu zainicjowane. By tego dokonać musimy stworzyć obiekt delegatu i jako parametr podać nazwę funkcji, na którą ma wskazywać.
```
int
 
funkcja
(
int
 
x
,
 
int
 
y
)

return
 
x
 
+
 
y
;

//obiekt delegatu wskazujący na funkcję

DelegatBin
 
nowyDelegat
 
=
 
new
 
DelegatBin
(
funkcja
);

//istnieje również taka możliwość przypisania

nowyDelegat
 
=
 
innaFunkcja
;

```

Prosty przykładowy program pokazujący wykorzystanie
```
class
 
Program

{

    
delegate
 
int
 
DelegacjaM
(
int
 
x
,
 
int
 
y
);

    
static
 
int
 
Suma
(
int
 
x
,
 
int
 
y
)

    
{

        
return
 
x
 
+
 
y
;

    
}

    
static
 
int
 
Roznica
(
int
 
x
,
 
int
 
y
)

    
{

       
return
 
x
 
-
 
y
;

    
}

    
static
 
void
 
Main
(
string
[]
 
args
)

    
{

        
DelegacjaM
 
delegat
 
=
 
new
 
DelegacjaM
(
Suma
);

        
Console
.
WriteLine
(
"Dodawanie 50+50 "
 
+
 
delegat
(
50
,
50
)
 
);
// zauważmy w tym miejscu że obiekt delegatu zostaje wywołany jak zwykła funkcja

        
delegat
 
=
 
Roznica
;

        
Console
.
WriteLine
(
"\nOdejmowanie 30-20 "
 
+
 
delegat
(
30
,
20
)
 
);

        
Console
.
ReadLine
();

    
}

}

```

Delegaty można wykorzystać do pisania metod-wtyczek. Zmienna delegatu może otrzymać wartość w czasie wykonywania programu. Temat ten jest kluczem dla odpowiedniego zrozumienia funkcjonowania zdarzeń.

## Funkcje zwrotne
Jako że delegaty są obiektami, nie ma problemu przy przesyłaniu ich jako parametrów innych funkcji.
```
public
 
int
 
FooBar
(
int
 
x
,
 
int
 
y
,
 
DelegatBin
 
nowyDelegat
)

{

    
return
 
x
 
+
 
y
 
+
 
nowyDelegat
(
50
,
 
60
);

}

```

Wówczas możemy wywołać funkcję, na którą wskazuje obiekt naszego delegatu w funkcji FooBar.

## Delegaty złożone
Do delegatu można przypisać więcej niż jedną funkcję, lecz wtedy podczas jego wywołania wywołane zostaną wszystkie te funkcje, które do niego przypisaliśmy. Do przypisywania bądź usuwania funkcji służą operatory += i -=.

## Funkcje anonimowe
Istnieje równie możliwość tworzenia funkcji anonimowych przy użyciu delegatów, co pozwala na przyśpieszenie projektowania poprzez pominięcie nazwy metody.
```
Foo
 
MyFoo
 
=
 
delegate
(
string
 
M
)

{

    
Console
.
WriteLine
(
M
);

};

MyFoo
(
"Hello World"
);

```